# Shorttrack-Weltmeisterschaften 2024
Die Shorttrack-Weltmeisterschaften 2024 fanden vom 15. bis zum 17. März 2024 in der niederländischen Stadt Rotterdam statt.

## Ergebnisse

### Frauen
| Wettbewerb         | Gold                                                                                            | Gold         | Silber                                                                            | Silber       | Bronze                                                                       | Bronze       |
| Wettbewerb         | Sportler                                                                                        | Zeit         | Sportler                                                                          | Zeit         | Sportler                                                                     | Zeit         |
| ------------------ | ----------------------------------------------------------------------------------------------- | ------------ | --------------------------------------------------------------------------------- | ------------ | ---------------------------------------------------------------------------- | ------------ |
| 500 Meter          | Kim Boutin                                                                                      | 0:42,626 min | Xandra Velzeboer                                                                  | 0:42,833 min | Kristen Santos-Griswold                                                      | 0:42,929 min |
| 1000 Meter         | Kristen Santos-Griswold                                                                         | 1:42,717 min | Kim Gil-li                                                                        | 1:43,049 min | Arianna Fontana                                                              | 1:43,074 min |
| 1500 Meter         | Kim Gil-li                                                                                      | 2:21,192 min | Kristen Santos-Griswold                                                           | 2:21,413 min | Corinne Stoddard                                                             | 2:22,244 min |
| 3000-Meter-Staffel | NiederlandeXandra Velzeboer Yara van Kerkhof Michelle Velzeboer Selma Poutsma Suzanne Schulting | 4:07,788 min | Vereinigte StaatenEunice Lee Julie Letai Kristen Santos-Griswold Corinne Stoddard | 4:08,061 min | KanadaDanaé Blais Kim Boutin Rikki Doak Renée Marie Steenge Courtney Sarault | 4:12,675 min |

### Männer
| Wettbewerb         | Gold                                                                              | Gold         | Silber                                                                 | Silber       | Bronze                                                            | Bronze       |
| Wettbewerb         | Sportler                                                                          | Zeit         | Sportler                                                               | Zeit         | Sportler                                                          | Zeit         |
| ------------------ | --------------------------------------------------------------------------------- | ------------ | ---------------------------------------------------------------------- | ------------ | ----------------------------------------------------------------- | ------------ |
| 500 Meter          | Lin Xiaojun                                                                       | 0:41,592 min | Denis Nikisha                                                          | 0:41,676 min | Jordan Pierre-Gilles                                              | 0:52,289 min |
| 1000 Meter         | William Dandjinou                                                                 | 1:25,534 min | Pietro Sighel                                                          | 1:25,555 min | Luca Spechenhauser                                                | 1:26,026 min |
| 1500 Meter         | Sun Long                                                                          | 2:23,009 min | Jens van ’t Wout                                                       | 2:23,260 min | Brendan Corey                                                     | 2:23,428 min |
| 5000-Meter-Staffel | Volksrepublik ChinaLin Xiaojun Shaoang Liu Shaolin Sándor Liu Sun Long Li Wenlong | 7:18,468 min | SüdkoreaHwang Dae-heon Kim Gun-woo Lee Jeong-min Seo Yi-ra Park Ji-won | 7:18,641 min | PolenŁukasz Kuczyński Michał Niewiński Félix Pigeon Diané Sellier | 7:19,103 min |

### Mixed
| Wettbewerb         | Gold                                                                          | Gold         | Silber                                                                             | Silber       | Bronze                                                                              | Bronze       |
| Wettbewerb         | Sportler                                                                      | Leistung     | Sportler                                                                           | Leistung     | Sportler                                                                            | Leistung     |
| ------------------ | ----------------------------------------------------------------------------- | ------------ | ---------------------------------------------------------------------------------- | ------------ | ----------------------------------------------------------------------------------- | ------------ |
| 2000-Meter-Staffel | Volksrepublik ChinaFan Kexin Gong Li Lin Xiaojun Shaoang Liu Sun Long Wang Ye | 2:37,697 min | ItalienChiara Betti Andrea Cassinelli Arianna Sighel Pietro Sighel Gloria Ioriatti | 2:37,747 min | Vereinigte StaatenAndrew Heo Marcus Howard Kristen Santos-Griswold Corinne Stoddard | 2:39,369 min |

## Medaillenspiegel
| Platz | Land                |   |   |   |    |
| ----- | ------------------- | - | - | - | -- |
| 1     | Volksrepublik China | 4 | – | – | 4  |
| 2     | Kanada              | 2 | – | 2 | 4  |
| 3     | Vereinigte Staaten  | 1 | 2 | 3 | 6  |
| 4     | Niederlande         | 1 | 2 | – | 3  |
| 4     | Südkorea            | 1 | 2 | – | 3  |
| 6     | Italien             | – | 2 | 2 | 4  |
| 7     | Kasachstan          | – | 1 | – | 1  |
| 8     | Australien          | – | – | 1 | 1  |
| 8     | Polen               | – | – | 1 | 1  |
| Total | Total               | 9 | 9 | 9 | 27 |